# Прітхвіраджа II
Прітхвіраджа II (гінді पृथ्वीराज द्वितीय; д/н — 1169) — 16-й магараджахіраджа Сакамбхарі у 1165—1169 роках.

## Життєпис
Походив з династії Чаухан. Син Джаґаддеви та доньки Кілхани Гухілота, раджи Чітоди. При народженні звався Прітхвібхатта. Ймовірно був дитиною, яколи його батька було повалено у 1150 році Віґрахараджею IV. 1164 року після смерті останнього здійснив атаку на Прітхвіпалу Томар, магараджу Гаріяни. Причини і обставини цього невідомі. За цим постав вже проти стриєчного брата — магараджахіраджи Амарагангеї, якого повалив 1165 року. Зійшов на трон під ім'ям Прітхвіраджа II.
За цим змусив Прітхвіпалу Томар підтвердити залежність від Чаухан. Поставив на чолі залоги міста-фортеці Асігарх (відомо як Ашіка, сучасне Гансі) Кілхана Гухілота. Звідси вони разом стали здійснювати атаки проти газневідського султана Хосров Маліка. Боротьба з ним звелася до обопільним рейдам, результатом яких став грабунок територій.
Помер 1169 року за невідомих обставин. Йому спадкував стрийко Сомешвара.